# Tridactyle eggelingii
Tridactyle eggelingii är en orkidéart som beskrevs av Victor Samuel Summerhayes. Tridactyle eggelingii ingår i släktet Tridactyle och familjen orkidéer. Inga underarter finns listade i Catalogue of Life.